# Teloscalpellum anceps
Teloscalpellum anceps is een rankpootkreeftensoort uit de familie van de Scalpellidae. De wetenschappelijke naam van de soort is voor het eerst geldig gepubliceerd in 1896 door Aurivillius.